# Kraljevstvo Janjero
Kraljevstvo Janjero (poznato i kao Yamma ) bilo je maleno kraljevstvo smješteno u današnjoj Etiopiji. Ležalo je u kutu koji su tvorile rijeke Omo i Jimma Gibe; na zapadu je ležalo Kraljevstvo Jimma, a na jugu Kraljevstvo Garo. Tri planine – Bor Ama, Azulu i Toba – omeđuju mjesto nekadašnjeg kraljevstva.

## Pregled
Iako jedno od kraljevstava Sidamo, do osvajanja 1894. godine, Janjero je bio izoliran i imao je malo veze sa susjedima, a rijeke mu je bilo vrlo teško prijeći. Iako su ga Europljani prvi put posjetili 1614. godine, do kasnih 1950-ih ova regija ostala je slabo poznata izvana. Kao rezultat toga, govorilo se da su njegovi ljudi sačuvali brojne "tako barbarske i čudne običaje da ne mogu biti barbarskiji i čudniji".
Neki od ovih navodnih običaja su sljedeći:
- Kralj je imao pravo odvesti osobe oba spola iz njihovih domova kako bi ih ili prodali u ropstvo, ili da rade za njega.
- Kukuruz se uzgajao u Janjeru prije kraja 19. stoljeća, ali kralj je zabranio njegov daljnji uzgoj jer su "klipovi bili bolje pokriveni od njega", a "brade su bile poput ljudske kose."
- Žrtvovanje ljudi se navodno prakticiralalo do etiopskog osvajanja.
- Ako je čovjek bio ranjen u ratu, rodbina ga je ubila da se ne bi reklo da je umro od neprijateljeve ruke.[3]
- Kada bi novi kralj došao na prijestolje, sve bi žrtve gube i dermatofitoze bile odvedene u "bolnicu" s druge strane rijeke Jimma Gibe, gdje su im odrubljene glave.

## Povijest
Janjero se prvi put spominje u pobjedničkoj pjesmi Izaka I., kao jedna od nekoliko država južno od rijeke Abay koje su caru plaćale danak u konjima. Prvi kraljevi Janjera pripadali su dinastiji Halmam Gama, koju je svrgnuo klan Mwa, koji je tvrdio da je došao sa sjevera.

Godine 1614. godine otac António Fernandes posjetio je kraljevstvo tražeći južni put do Malindija na Indijskom oceanu. Otac Fernandes upoznao je kralja Janjera.
prema običaju u tvrđavi, visokeojoko šest metara, malo više ili manje, preko 7 metara i pol, kao što ćemo vidjeti, i stepenice do nje u stražnjem dijelu. Svi dvorjani stajali su dolje, a on na vrhu Elevacije, koji se nije razlikovao od Kola s kolicima, sjedio je na tepihu i tu je, daje audijenciju, odlučuje o kontroverzama i otprema sve poslove. Bio je odjeven u bijelu svilenu indijsku odjeću, a i sam je bio crn poput Colea, ali nije imao obilježja Cafrea.
Godine 1844., ratnici kraljevstva Jimma porazili su vojsku Janjera, a kralj Janjera je zarobljen. Oslobođen je 1847. godine i nastavio borbu protiv moćnijeg susjeda.
Jimma je osvojio dio Janjera 1880-ih. Ostatak kraljevstva pripojen je u vladavini Menelika II 1894. godine, a njegov posljednji kralj, Abba Bagibo, pobjegao je u zemlju naroda Gurage, ali na kraju se podložio caru Meneliku. Njegov sin Abba Chabsa postao je kršćanin i prihvatio ime Gabra Madhen te je služio Etiopljanu koji je držao feud.
Tijekom reorganizacije provincija 1942. godine, nekadašnje kraljevstvo apsorbirano je u provinciju Kaffa. Međutim, novim ustavom iz 1995. godine područje koje je Janjero nekoć zauzimalo postalo je posebna woreda Yem, u okviru regiji Južnih naroda, nacionalnosti i naroda, a čini enklavu Regije zapadno od rijeke Omo.